# 双发乡
双发乡，是中华人民共和国黑龙江省大庆市肇州县下辖的一个乡镇级行政单位。

## 行政区划
双发乡下辖以下地区：
正大村、九三村、光明村、和平村、双发村和双跃村。